# 1945 na literatura

## Eventos
- 16 de Novembro - Foi fundada a UNESCO (Organização das Nações Unidas para a Educação, a Ciência e a Cultura)
- Fevereiro e Maio - São editados os dois únicos números da Altura, revista portuguesa de poesia extinta

## Nascimentos
| Data           | Nome               | Profissão                              | Nacionalidade  | Observações | Ref |
| -------------- | ------------------ | -------------------------------------- | -------------- | ----------- | --- |
| 4 de Fevereiro | Maria João Avillez | jornalista                             | Portugal       |             |     |
| 2 de Maio      | Álamo Oliveira     | poeta e escritor                       | Portugal       |             |     |
| 5 de outubro   | Carlos Castro      | jornalista, escritor e cronista social | Portugal       | m. 2011     |     |
| 31 de Dezembro | Connie Willis      | escritora de ficção científica         | Estados Unidos |             |     |
| ?              | Antônio Cícero     | compositor, poeta, filósofo e escritor | Brasil         |             |     |

## Mortes
| Data            | Nome                       | Profissão                                                                          | Nacionalidade | Observações | Ref |
| --------------- | -------------------------- | ---------------------------------------------------------------------------------- | ------------- | ----------- | --- |
| 25 de Fevereiro | Mário de Andrade           | poeta, romancista, crítico de arte, musicólogo, professor universitário e ensaísta | Brasil        | n. 1893     |     |
| 24 de junho     | José Luis Gutiérrez Solana | pintor e escritor                                                                  | Espanha       | n. 1886     |     |

## Prémios literários
- Nobel de Literatura - Gabriela Mistral.
- Prémio Machado de Assis - Osório Dutra